# 穆瓦拉泽斯
穆瓦拉泽斯（法語：Moyrazès，法語發音：[mwaʁazɛs]）是法国阿韦龙省的一个市镇，属于罗德兹区。

## 地理
穆瓦拉泽斯（44°20'36"N, 2°26'22"E）面积48.67 平方千米，位于法国奧克西塔尼大區阿韦龙省，该省份为法国南部内陆省份，位于法國中央高原南部，北起顺时针与康塔爾省、洛泽尔省、加尔省、埃罗省、塔恩省、塔恩-加龙省和洛特省接壤。
与穆瓦拉泽斯接壤的市镇（或旧市镇、城区）包括：布萨克、巴拉克维尔、克莱尔沃达韦龙、科隆比耶斯、德吕埃勒-巴尔萨克、迈朗。

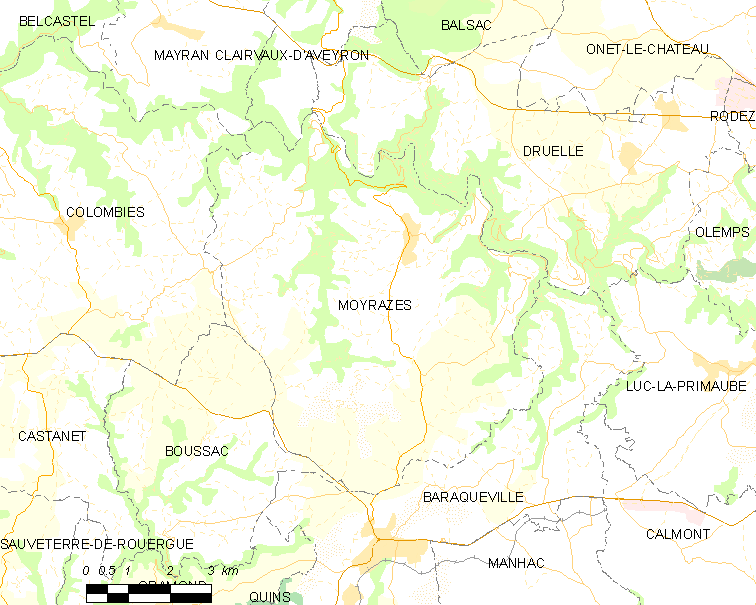
穆瓦拉泽斯的OSM定位图

穆瓦拉泽斯的时区为UTC+01:00、UTC+02:00（夏令时）。

## 行政
穆瓦拉泽斯的邮政编码为12160，INSEE市镇编码为12162。

## 政治
穆瓦拉泽斯所属的省级选区为塞奥尔-塞加拉县。

## 人口

1962-2008年间穆瓦拉泽斯人口变化图示

穆瓦拉泽斯于2022年1月1日时的人口数量为1085人。